# Spilogona magnicauda
Spilogona magnicauda är en tvåvingeart som beskrevs av Ringdahl 1948. Spilogona magnicauda ingår i släktet Spilogona och familjen husflugor. Inga underarter finns listade i Catalogue of Life.